# Eugène Boudin
Eugène Boudin (Honfleur, 12 juli 1824 – Deauville, 8 augustus 1898) was een Frans schilder, tekenaar en etser. Hij is voornamelijk bekend van zijn zeegezichten en geldt als een voorloper van het impressionisme.

## Levensloop
Boudin werd geboren te Honfleur, een havenstadje aan de Normandische kust, en kwam uit een zeevaartfamilie. Als jongen voer hij mee op het schip van zijn vader, en had toen alle gelegenheid de zee en de kusten te leren kennen.

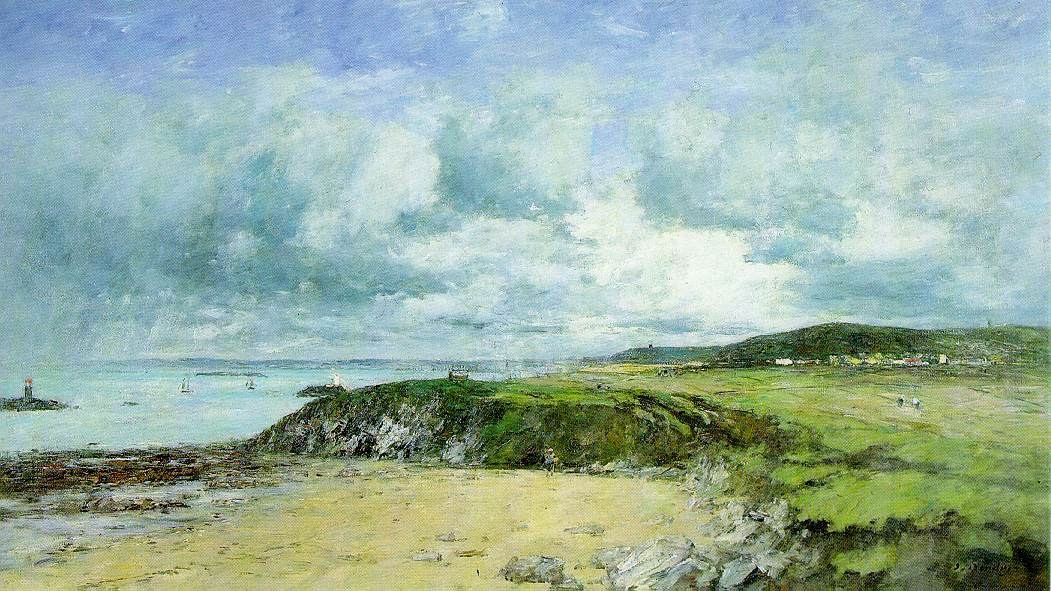
De kust bij Portrieux, 1874

Zelf begon hij een lijstenmakerij en in zijn vrije tijd schilderde hij. Een van de schilders die bij hem materiaal kochten was Jean François Millet. Aan hem durfde Boudin zijn werk wel voor te leggen. Millet bracht er enkele correcties in aan, maar raadde hem aan zelf geen schilder te worden. Deze laatste raad sloeg Boudin in de wind. In 1847 liet hij de winkel over aan zijn compagnon en ging naar Parijs om er in het Louvre schilderijen te kopiëren. Het jaar daarop vertrok hij op een reis door Noord-Frankrijk en België en bestudeerde daar de Vlaamse meesters.
Op aandringen van zijn vroegere klanten gaf de gemeente Le Havre hem in 1850 een beurs voor drie jaar. Na deze periode maakte hij echter niet de vriendelijke genrestukken waarop men gehoopt had. In plaats daarvan maakte hij studies in de open lucht. Hij had begrepen dat "de tijd van de romantici voorbij was. Voortaan moeten we de eenvoudige schoonheid van de natuur zoeken... de natuur zoals die werkelijk is in al haar verscheidenheid en ongereptheid". Hij liet zich voornamelijk inspireren door de Normandische kust, met name Deauville en Trouville-sur-Mer. Hij wordt ook wel "Schilder van Stranden" genoemd, een naam die eigenlijk onterecht is, aangezien het strand in zijn schilderijen slechts een klein gedeelte inneemt.

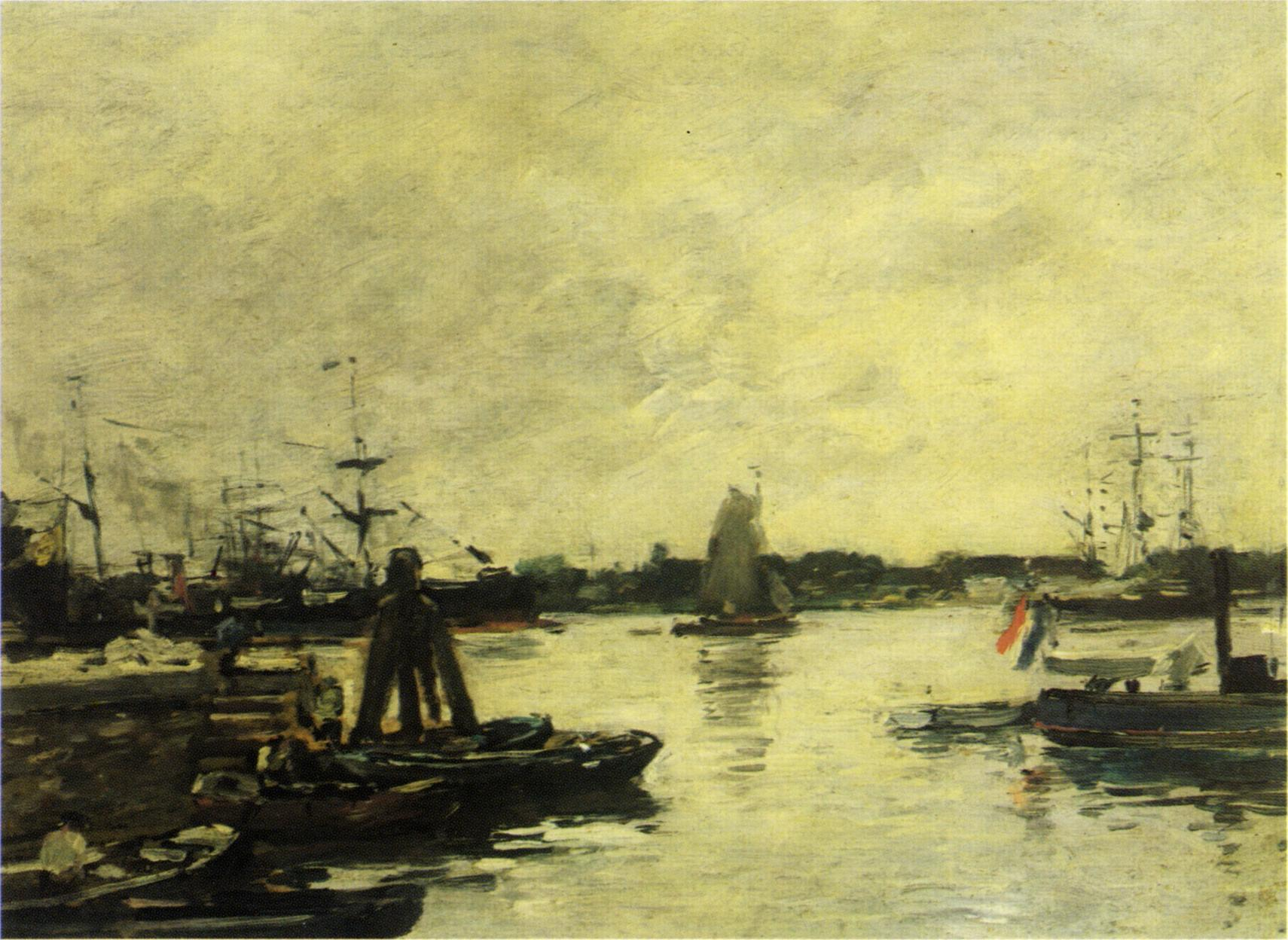
Aanlegkade in Rotterdam, 1879, Museum Boijmans Van Beuningen, Rotterdam

Hij was een van de eerste Franse landschapschilders die in de open lucht werkten. Zijn marines vormen een directe band tussen het naturalisme van de vroege en het impressionisme van de late 19e eeuw. Boudin is degene geweest die Claude Monet in deze methode van buiten schilderen heeft geïntroduceerd. Hij nam in 1874 deel aan de Eerste tentoonstelling van de impressionisten.
Op uitnodiging van kunsthandelaar Léon Gauchez en op de vlucht voor de Frans-Duitse Oorlog verbleef Boudin in 1870-1871 in België en schilderde er havengezichten in Antwerpen en Brussel. Tussen 1875 en 1890 heeft Boudin vaak de Nederlandse en Belgische stranden bezocht en daar veel geschilderd. Hij bezocht onder meer Dordrecht (gedateerd werk bekend van 1874/1876 en 1884), Rotterdam (idem van 1876 en 1879) en Scheveningen. In 1892-1895 deed hij hetzelfde in Venetië.

## Lijst van werken
| Datering  | Titel                                       | Verblijfplaats                           | Afbeelding |
| --------- | ------------------------------------------- | ---------------------------------------- | ---------- |
| 1864      | Het strand in Trouville                     | Henry Ittleson, New York                 |            |
| 1863      | Keizerin Eugenie op het strand in Trouville | Burrell Collection, Glasgow              |            |
| 1864      | Het strand in Trouville                     | National Gallery of Art, Washington      |            |
| Ca. 1870  | Zeehaven                                    | Privéverzameling, Parijs                 |            |
| 1873      | De haven van Camaret bij onweerslucht       | Museum voor Schone Kunsten, Rijsel       |            |
| 1876-1880 | De Leuvehaven in Rotterdam                  | Museum Boijmans Van Beuningen, Rotterdam |            |
| 1884      | De Maas bij Dordrecht                       | Dordrechts Museum                        |            |